# Mantelschnecke
Die Mantelschnecke (Myxas glutinosa) ist eine Wasserlungenschnecke aus der Familie der Schlammschnecken (Lymnaeidae) und die einzige Art der Gattung der Mantelschnecken (Myxas). Sie gehört zu den seltensten Süßwasserschnecken Europas und ist in Deutschland akut vom Aussterben bedroht.

## Merkmale
Das Gehäuse ist sehr dünnwandig, durchsichtig und stark kugelig aufgeblasen. Es misst im Adultstadium 13 bis 16 mm in der Höhe und 11 bis 15 mm in der Breite. Die ersten zwei Umgänge sind nur wenig erhaben, der Apex ist daher stumpf. Die ersten zwei Windungen nehmen zwar rasch, aber noch gleichmäßig zu. Danach nimmt das Gehäuse sehr rasch zu und die Mündung vergrößert sich sehr stark. Sie ist oval und nimmt im Adultstadium über 90 % der Gesamtgehäusehöhe ein. Die Oberfläche ist glänzend, der Mantelrand kann sich fast vollständig über das Gehäuse schieben.

## Geographisches Vorkommen und Habitat
Die Mantelschnecke kommt bzw. kam von Ostbelgien im Westen über Zentraleuropa und das Baltikum bis nach Kasachstan vor. Im Norden reicht das Verbreitungsgebiet bis nach Südfinnland, im Süden bilden die Alpen die Grenze. Das Vorkommen ist auf das Flachland beschränkt. Sie lebt in pflanzenreichen, ruhig fließenden Bächen oder Altwassern sowie auf sandigen Böden in Seen bis etwa 6 m Tiefe. Sie benötigt sehr sauberes Wasser.

## Lebensweise und Fortpflanzung
Die überwinternden Alttiere laichen im Frühjahr in der durchsonnten Flachwasserzone ihres Habitates ab und sterben danach ab. Die Frühjahrsgeneration wächst rasch heran, wird bereits mit etwa 8 mm Gehäusegröße geschlechtsreif und beginnt mit dem Ablaichen. Die im Sommer und Herbst ausschlüpfenden Schnecken überwintern und können fast ein Jahr alt werden.
Die Tiere leben auf Steinen und weiden die darauf wachsenden Algen ab.

## Gefährdung
Die Mantelschnecke ist in Deutschland und Polen akut vom Aussterben bedroht. Derzeit gibt es nur noch eine größere Population in Mecklenburg-Vorpommern und Schleswig-Holstein. Sie ist in Österreich bereits ausgestorben, ebenso in Tschechien. Im Vereinigten Königreich wurde die Art im Jahr 2024 nach 30 Jahren im Eryri-Nationalpark wiederentdeckt.

## Systematik
Die Art wurde 1774 von Otto Friedrich Müller als Buccinum glutinosum erstmals wissenschaftlich beschrieben. Die Typlokalität liegt in Dänemark. Später wurde sie auch in die Gattungen Amphipeplea, Nilsson, 1822, Radix Montfort, 1810 und Lymnaea Lamarck, 1801 gestellt. Sie wurde zur Typusart der Gattung Myxas G. B. Sowerby I bestimmt und ist die einzige Art der Gattung. Andere Arten, die ursprünglich auch einmal zur Gattung Myxas gestellt wurden (z. B. Myxas cumingiana Pfeiffer von den Philippinen), sind inzwischen in andere Gattungen transferiert worden.